# Parzydło leśne
Parzydło leśne  (Aruncus dioicus (Walter) Fernald., d. często też: Aruncus sylvestris Kostel) – gatunek rośliny należący do rodziny różowatych. W Polsce objęta ochroną. Jest uprawiana jako roślina ozdobna.

## Rozmieszczenie geograficzne
Dziko rośnie w Europie, Azji i Ameryce Północnej zwłaszcza w górskiej umiarkowanej strefie półkuli północnej. W Polsce roślina pospolita w Sudetach i Karpatach. Poza górami występuje często także na wyżynach, rzadziej w pozostałych obszarach południowej Polski oraz na bardzo rozproszonych stanowiskach w środkowej i północno-wschodniej części kraju.

## Morfologia
PokrójRoślina o wysokości dochodzącej do 2 m, tworząca skupiska w postaci kęp o średnicy około 1,2 m.
ŁodygaKilkanaście w kępie, wzniesione nierozgałęziające się, dochodzące do 2 m wysokości.
LiścieŁodygowe i odziomkowe długoogonkowe, o blaszkach pomarszczonych, duże, szeroko-jajowate, zaostrzone. Podwójnie, czasem potrójnie trójsiecznie pierzaste. Pojedyncze listki podłużne, jajowate, zaostrzone i ząbkowane.
KwiatyDrobne o średnicy 2–4 mm, na krótkich szypułkach, zebrane w wiechowatych kwiatostanach z przewieszającymi się wierzchołkami, o długości do 50 cm. Sprawiają wrażenie puszystości. Roślina dwupienna. Kwiatostany męskie są koloru białokremowego, a żeńskie czysto białe. Kwiaty męskie i żeńskie są podobne do siebie.
OwoceZwieszone i błoniasto obrzeżone mieszki o długości do 3 mm. Nasiona bardzo lekkie.
KorzeńRoślina dobrze ukorzeniona, o silnie rozwiniętym systemie korzeniowym.

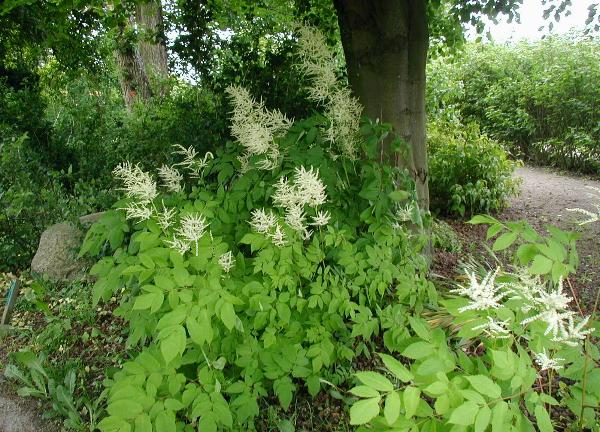
Pokrój
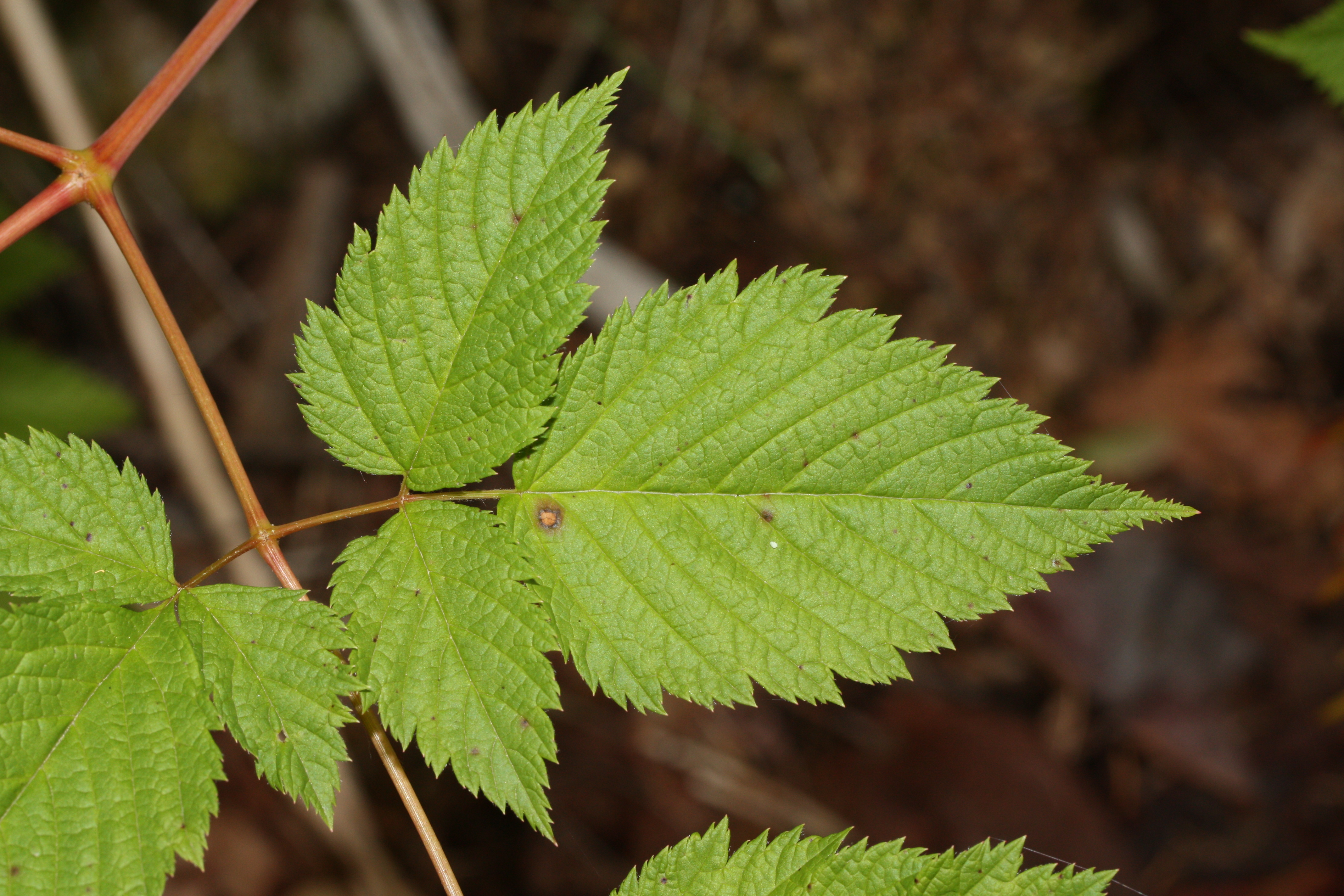
Liście
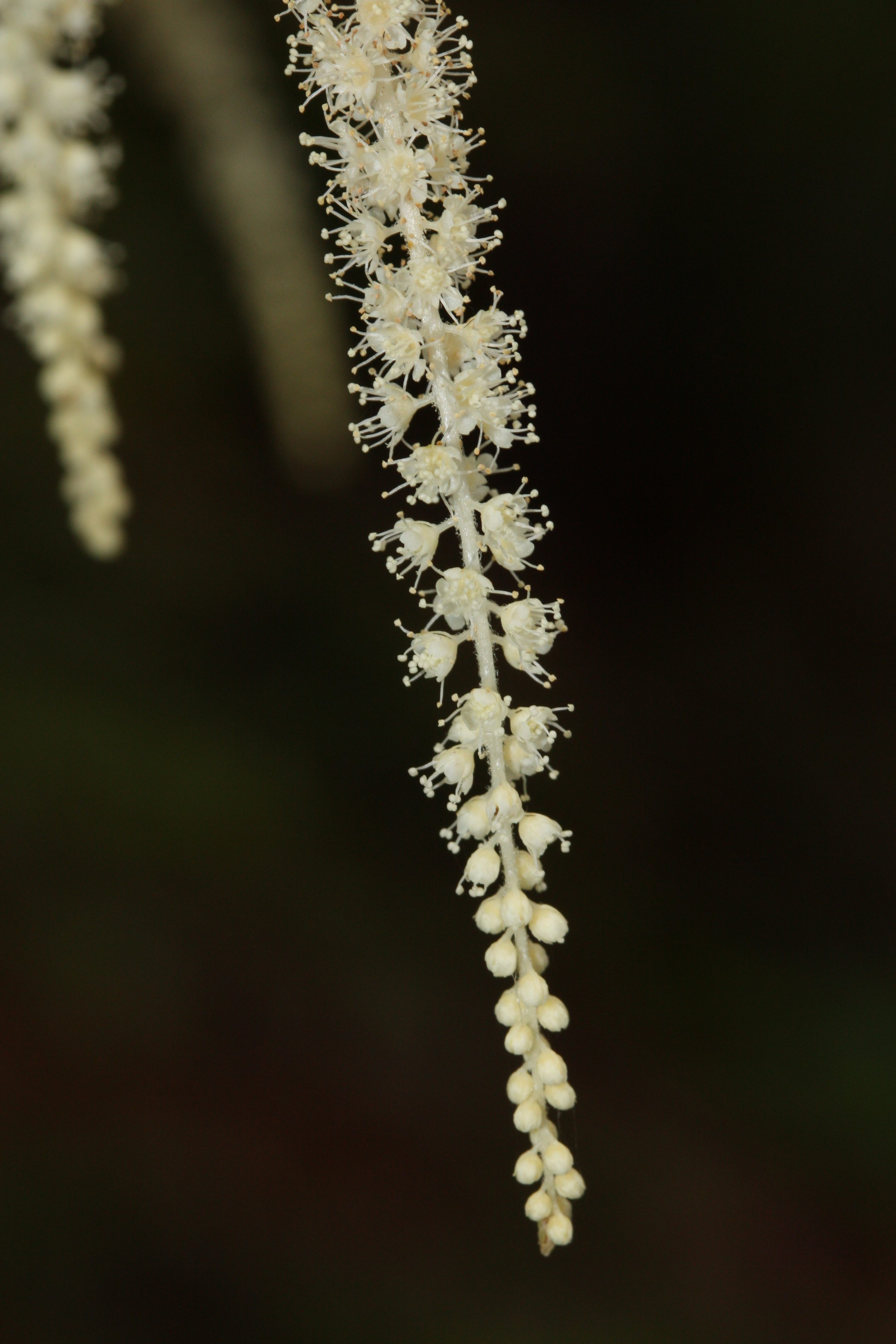
Kwiaty pręcikowe
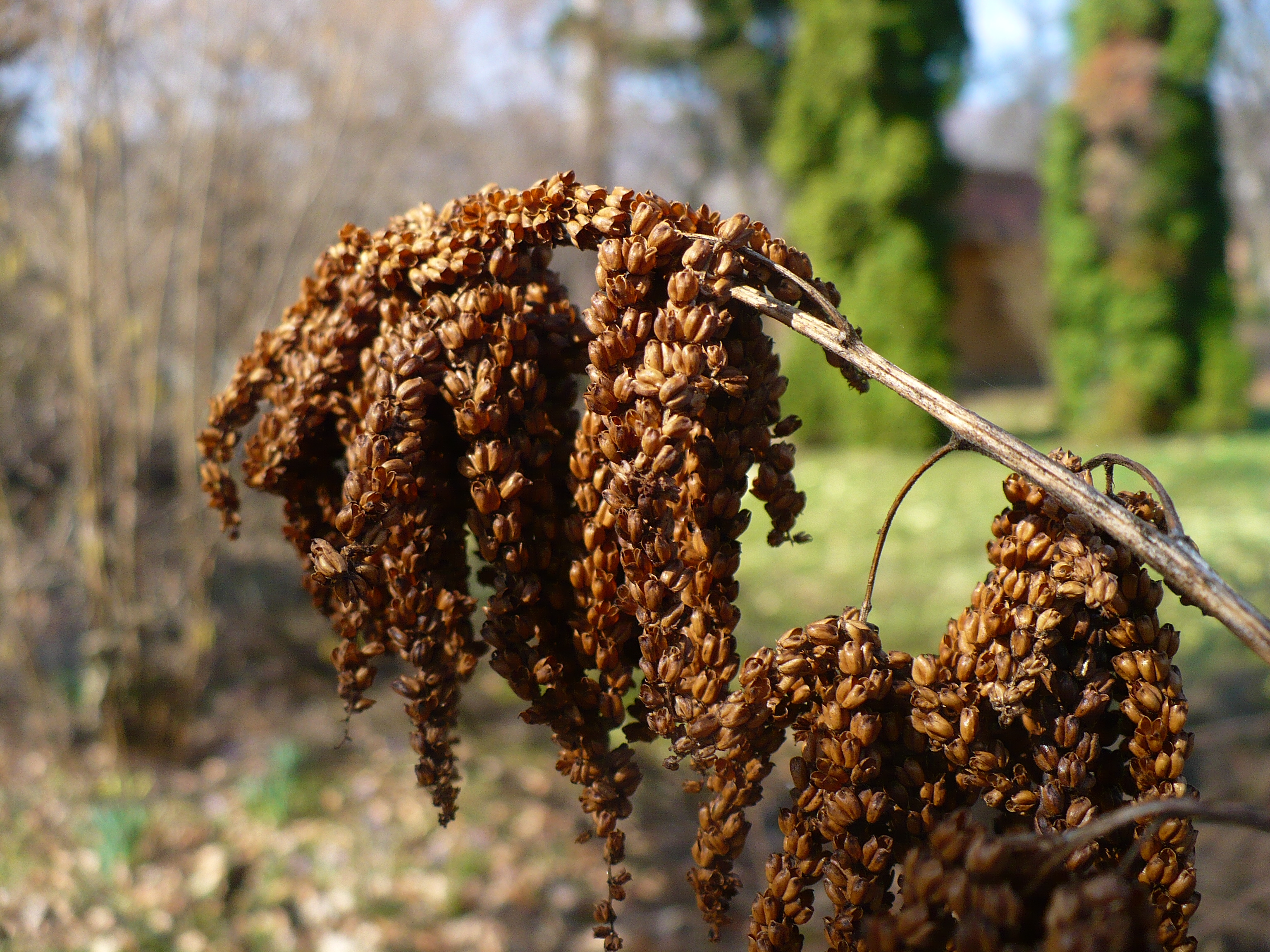
Owoce

## Biologia i ekologia
Bylina, hemikryptofit. Kwitnie w czerwcu i lipcu, kwiaty zapylane są przez drobne chrząszcze. Jest rośliną trującą – w nasionach zawiera trujące saponiny, zaś w liściach pochodne cyjanowodoru. Liczba chromosomów 2n= 14, 18.
Rośnie w lasach górskich na cienistych, stromych zboczach, na glebach wilgotnych i próchnicznych od regla dolnego po piętro kosówki. W Karpatach jej pionowy zasięg sięga po 1540 m n.p.m. (Miedziane w Tatrach), zaś w Sudetach dochodzi do 1200 m n.p.m. Gatunek charakterystyczny dla Ass. Arunco-Doronicetum austriaci.

## Zagrożenia i ochrona
Od 2014 roku gatunek jest objęty w Polsce ochroną częściową (jako Aruncus sylvestris). W latach 1983–2014 gatunek podlegał ochronie ścisłej. Zagrożone są głównie stanowiska tej rośliny na niżu. W górach niszczeniu ulegają niektóre stanowiska podczas zrywki drewna, a w dolinach rzek, potoków i w wąwozach wskutek tworzenia nielegalnych wysypisk śmieci. Liczne stanowiska są dobrze chronione w parkach narodowych i rezerwatach przyrody.

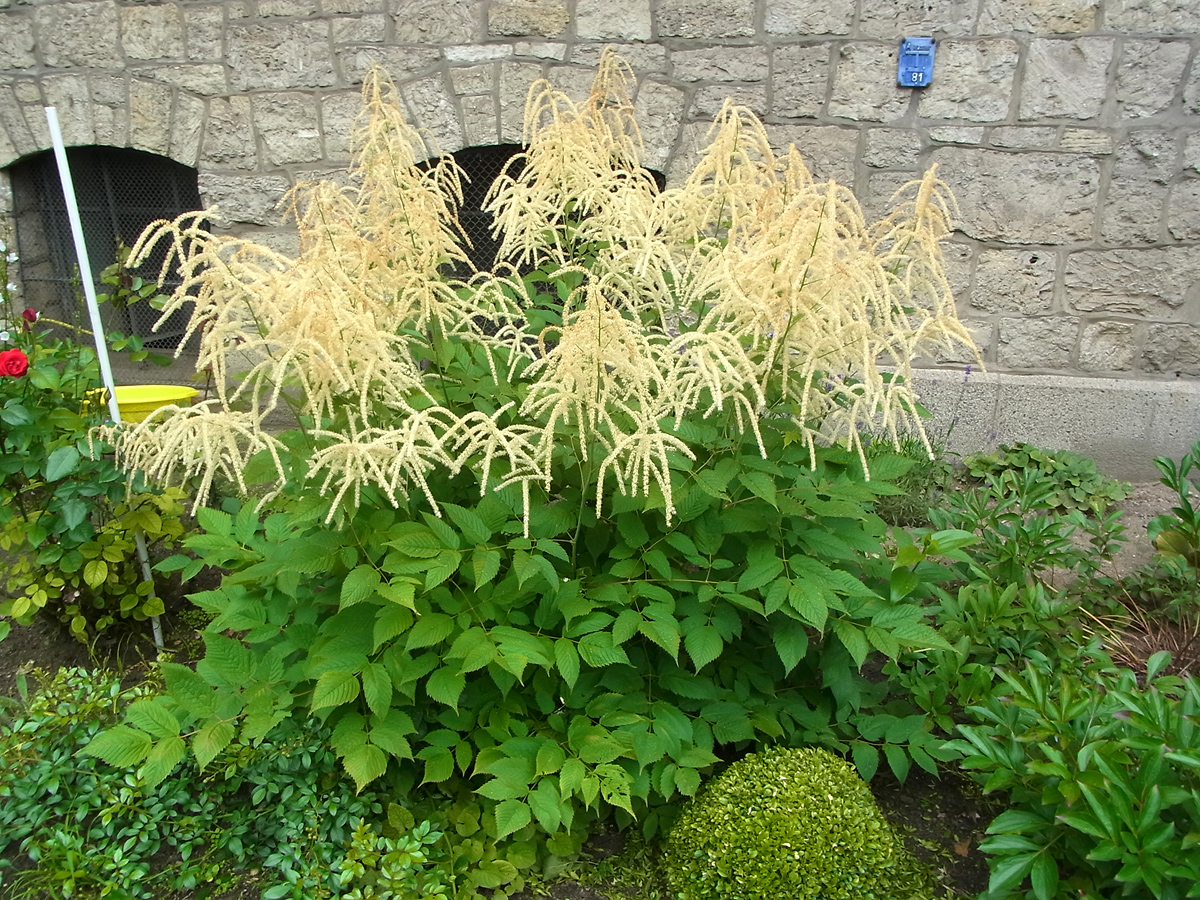
Parzydło leśne w ogrodzie, Niemcy

## Zastosowanie
- Roślina ozdobna o bardzo dużych walorach dekoracyjnych, do wysadzania w grupach na rabatach. Stosowana także jako roślina okrywowa pod drzewami w miejscach półcienistych i cienistych. Jest mrozoodporna, bez okrywy śnieżnej znosi dobrze mrozy.
- Uprawa: Wymaga stanowiska o lekkim zacienieniu (najlepiej półcień), wilgotnej próchnicznej gleby. Nie znosi suszy. Jest cieniolubna.